# Kanoa Igarashi
Kanoa Igarashi (japonês: 五十嵐 カノア, Hepburn: Igarashi Kanoa, Huntington Beach, 1 de outubro de 1997) é um surfista nipo-estadunidense que participa de competições internacionais desde 2012. Ele foi o mais jovem estreante no Championship Tour (CT) da Liga Mundial de Surfe (WSL) em 2016 e obteve mais vitórias na primeira rodada do que qualquer outro surfista, finalizando em segundo lugar no evento Pipeline.

## Biografia
O pai de Kanoa, Tsutomu, era surfista no Japão e um ávido fã do desporto. Dois anos antes do seu nascimento, os seus pais se mudaram para Huntington Beach com o objetivo de criar seu filho para ser um surfista competitivo. Tsutomu levou Kanoa para surfar com apenas três anos de idade e costumava acordá-lo às 5h45min para que ele ainda pudesse chegar à escola a tempo. Com isso, Kanoa conquistou seu primeiro troféu no surfe aos sete anos.

## Carreira
Em 2016 ele se inscreveu como o mais jovem novato na WSL/CT e o primeiro surfista representante do Japão. Como um dos melhores finalistas do WSL/CT 2019, Kanoa se qualificou para competir nos Jogos Olímpicos de Verão de 2020 em Tóquio.
Nos Jogos Olímpicos de Tóquio, ficou em segundo lugar, após eliminar o brasileiro Gabriel Medina nas semifinais e perder para o também brasileiro Ítalo Ferreira na final.